# Paweł Rurak-Sokal
Paweł Rurak-Sokal (ur. 14 sierpnia 1962 w Łodzi) – polski muzyk i kompozytor, założyciel zespołu Blue Café. Członek Akademii Fonograficznej Związku Producentów Audio-Video.

## Odznaczenia
- Srebrny Medal „Zasłużony Kulturze Gloria Artis” (2023)[3]